# Сражение под Бахмачем
Сражение под Бахмачем (8—13 марта 1918 года) — боевое столкновение между частями Чехословацкого корпуса и немецкими войсками, введёнными на Украину по просьбе Украинской Центральной рады после подписания сепаратного мирного договора с Центральными державами. Произошло близ станции Бахмач, ныне Черниговской области (Украина). В результате оборонявшимся удалось задержать наступающие немецкие части на время, необходимое для эвакуации эшелонов Чехословацкого корпуса и подхода отрядов 5-й революционной армии под командованием Р. Сиверса.

## Исторический фон
Чехословацкий корпус был сформирован на территории России во время Первой мировой войны и на основании декрета французского правительства от 19 декабря 1917 года об организации автономной Чехословацкой армии во Франции с 15 января 1918 года находился в формальном подчинении французскому командованию, ожидая отправки во Францию.
27 января (9 февраля) 1918 года в Брест-Литовске германская и австро-венгерская делегации подписали сепаратный мирный договор с делегацией Украинской Центральной рады. В обмен на военную помощь в вытеснении советских войск с территории Украины УНР обязалась осуществить поставки продовольствия Германии и Австро-Венгрии.
31 января (13 февраля) в Брест-Литовске делегация Центральной рады обратилась к Германии и Австро-Венгрии с просьбой о помощи против советских войск, что стало логическим продолжением подписанного несколькими днями ранее мирного договора. Начиная с 18 февраля немецкие и австро-венгерские части общей численностью свыше 200 тысяч человек стали переходить украинский участок линии Восточного фронта и продвигаться вглубь Украины, не встречая существенного сопротивления со стороны советских войск. Советская сторона могла противопоставить противнику лишь разрозненные отряды, насчитывавшие всего 15 000 бойцов, к тому же разбросанные на огромном пространстве.

## Отступление
На территории Украины в это время ещё оставались 1-я и 2-я дивизии Чехословацкого корпуса, ожидавшие эвакуации из России. 1-я Гуситская стрелковая дивизия располагалась под Житомиром, 2-я стрелковая дивизия — в районе села Яготин на Киевщине, на левом берегу Днепра.
В отличие от Центральной рады и правительства РСФСР, заключивших мир с Центральными державами, чехословаки продолжали находиться в состоянии войны с Германией и Австро-Венгрией. Более того — чехословаков в случае пленения и выдачи властям Австро-Венгрии ожидал расстрел за измену.
Состав Чехословацкого корпуса:
- управление (штаб)
- 1-я Гуситская стрелковая дивизия
  - 1-й чехословацкий стрелковый полк им. Яна Гуса
  - 2-й чехословацкий стрелковый полк им. Йиржи из Подебрад
  - 3-й чехословацкий стрелковый полк им. Яна Жижки из Троцнова
  - 4-й чехословацкий стрелковый полк им. Прокопа Великого (командир полковник Шишковский)
- 2-я стрелковая дивизия (начальник генерал-майор П. Н. Подгаецкий)
  - 5-й Пражский чехословацкий стрелковый полк
  - 6-й Ганацкий чехословацкий стрелковый полк (командир капитан Я. Червинка)
  - 7-й Татранский чехословацкий стрелковый полк
  - 8-й Силезский чехословацкий стрелковый полк
- запасная стрелковая бригада (2 полка четырёхбатальонного состава и сапёрная полурота)
- 1-я артиллерийская бригада

1-я дивизия, оказавшаяся в непосредственной близости к фронту, 24 февраля двинулась на восток в пешем порядке, поскольку для неё не удалось добыть вагоны. В день приходилось преодолевать по 60-70 вёрст, люди буквально падали от усталости. Арьергард дивизии подвергся нападению передовых подразделений противника лишь один раз — 25 февраля около г. Коростышева.
1 марта завершилась переправа 1-й дивизии через Днепр. Успеху способствовал тот факт, что все три киевских моста — Цепной, Дарницкий и Слободской — контролировались чехословацкими заставами. 2-3 марта бойцы 2-го Чехословацкого стрелкового полка с боем удерживали Цепной мост, чтобы позволить основным силам оторваться от противника.
Приказ командования от 2 марта предписывал корпусу «…выйти с территории Украины и сосредоточиться в районе Льгов-Курск с целью дальнейшего движения на Челябинск, а далее двигаться через Владивосток во Францию». На оперативном совещании высших чинов корпуса и представителей французской армии в местечке Гоголеве было решено попытаться задержать немецкое наступление к востоку от Киева переговорами о временном прекращении огня, что позволит выиграть время для эвакуации. Германскому командованию через украинские войска, с которыми у легиона сохранялся нейтралитет, было передано предложение чехословацкого руководства (соглашение так и не было заключено, поскольку германское командование выдвинуло условием разоружение частей корпуса).
После переправы через Днепр 1-я Гуситская дивизия продолжала двигаться на соединение со 2-й дивизией, перестроившись в две колонны. В правой колонне под командованием полковника Леонтьева, следовавшей к станции Прилуки, находились все кавалерийские подразделения дивизии, её штаб, парковый дивизион с артиллерией, 1-й и 2-й стрелковые полки. В левой колонне под командованием полковника Шишковского, направлявшейся к станции Бахмач, двигались 3-й и 4-й стрелковые полки. В указанных пунктах до 9 марта частями 2-й дивизии с соседних станций накапливался подвижной состав — более 50 паровозов и более 900 вагонов. Германское командование, рассматривавшее чехословаков как наиболее боеспособное формирование, отслеживало его продвижение с воздуха. Отправка эшелонов осложнялась чрезвычайной загруженностью железнодорожных путей, на которых, по воспоминаниям очевидцев, «стояли и разъезжали поезда с отступавшими отрядами и эвакуирующимися рабочими… Каждый эшелон передвигался по своему усмотрению, требуя от железнодорожной администрации беспрекословного исполнения. На станциях ни комиссаров, ни представителей советской власти не было. Железнодорожными проводами пользовался кто хотел и без всякого контроля». В этой ситуации для чехословацкого командования одной из главных задач было установление контроля над ключевыми узлами железнодорожных линий Киев — Бахмач, Гребёнка — Бахмач, Гребёнка — Полтава для обеспечения беспрепятственного прохода эшелонов. По распоряжению командования корпуса 5-й Пражский и 6-й Ганацкий полки заняли ключевые железнодорожные узлы Гребёнка и Бахмач, через которые должны были проследовать эшелоны. Центром дальнейших событий стала станция Бахмач, в направлении которой с запада (Киев) и севера (Гомель) наступали 91-я и 224-я немецкие пехотные дивизии.

## Оборона и встречные бои
5 марта на станцию Бахмач был направлен 3-й батальон 6-го Ганацкого полка. Помощник командира 6-го полка полковник Балаерский, прибывший в Бахмач в качестве командира, распорядился выслать разведгруппы в направлении Гомеля и Киева с целью определить численность и пути наступления немецких частей. На гомельском направлении разведчики узнали, что немецкие войска (91-я пехотная дивизия) 6 марта заняли станцию Сновскую в 94 км к северо-западу от Бахмача. К полуночи в Бахмач было направлено подкрепление — отряд 7-го Татранского полка под началом штабс-капитана Э. Кадлеца. Утром 7 марта на гомельское направление была выслана ещё одна группа разведчиков в составе стрелковой роты с пулемётной командой. Отряд, продвинувшись чуть севернее Макошино, сжёг 12-метровый деревянный мост между Низовкой и Меной. В связи с приближением немецких сил со стороны Гомеля командование советских войск направило в помощь легионерам батарею из 2 орудий, которые своим огнём должны были поддержать чехов. День 8 марта начался с немецкого артобстрела ст. Макошино. Красногвардейские орудия ответили со своих позиций вялым огнём, но, по свидетельству очевидца, этим лишь демаскировали позиции, которые незамедлительно были атакованы пехотой противника силами от 1 до 3 батальонов. Утром 9 марта, не ввязываясь в бой, чехи взорвали железнодорожный мост и отошли к ст. Бондаревка, где из перехваченных телефонных переговоров было установлено, что в 10-12 км к востоку от взорванного моста по льду переправился сильный отряд немецких войск. Избегая удара во фланг, чехи были вынуждены отступить в Часниковку, примерно в 12 км от Бахмача.
На киевском направлении разведчики доложили, что 7 марта красногвардейский бронепоезд свободно добрался до станции Круты. В тот же день из Бахмача туда был направлен отряд из 90 бойцов и 3 офицеров при 2 пулемётах «Максим» из состава 6-го Ганацкого полка, которому было приказано занять станцию. На подходе к ст. Круты чешский эшелон из 4 вагонов, в котором передвигался отряд, был обстрелян украинскими гайдамаками. Перестрелка продолжалась до вечера; в ночь на 9 марта гайдамаки оставили станцию, и легионеры смогли беспрепятственно занять её. Узнав от местных жителей о присутствии немецкого отряда численностью от 1 до 2 тысяч на станции Нежин, расположенной чуть западнее Крут, командир чешского отряда подпоручик О. Мезл отказался от дальнейшего продвижения в сторону Киева и 9 марта с отрядом отошёл на ст. Плиски, куда подошло подкрепление — 6-я рота 6-го полка.
9 марта оборону станции Бахмач возглавил командир 6-го Ганацкого полка капитан Я. Червинка. По его мнению, основная угроза исходила с гомельского направления, поэтому он принял решение внезапным ударом отбросить противника. В Часниковке для этого был сформирован отряд из 650 человек с 3 орудиями и 26 пулемётами. В него вошли несколько стрелковых рот 6-го Ганацкого и 7-го Татранского полков с пулемётно-миномётными командами, конной разведкой 6-го полка и связистами. Несколько позже в отряд были включены курсанты унтер-офицерской школы 6-го полка. В качестве усиления отряду было выделено одно орудие из 1-й артиллерийской бригады Чехословацкого корпуса. 10 марта отряд под командованием капитана Э. Кадлеца подошёл к станции Дочь. Бой за станцию продолжался весь день. Э. Кадлец примерно в 16:00 выбыл из строя, получив пулевое ранение в голову и передав командование подпоручику Юнгру. Поддержку атакующей пехоте пулемётно-артиллерийским огнём оказывал импровизированный чешский бронепоезд из трёх вагонов и локомотива, который к утру 10 марта оборудовали бойцы-артиллеристы. К вечеру противник удерживал лишь несколько построек, причём чехам удалось захватить одно артиллерийское орудие, однако с наступлением темноты немцы перешли в контратаку. Имея численное превосходство, в ночь с 10 на 11 марта немцы заставили чешский отряд вернуться обратно в Часниковку. Несмотря на то, что чехам пришлось отступить, немецкие войска в течение последовавших 2 суток не проявляли активности на данном участке.
На киевском направлении крупный немецкий отряд, прибывший на станцию Плиски, вынудил чехов отойти на рубеж у ст. Пески (11 км от Бахмача). Рано утром 10 марта немцами была предпринята первая попытка захвата станции. Немцы пошли на хитрость — посадили в свой эшелон пленных, намереваясь выдать их за демобилизованных русских солдат. Под таким прикрытием им удалось подогнать состав к чешским позициям, после чего легионеры открыли огонь, и эшелон дал задний ход, а пленные разбежались. Используя численный перевес, немцы всё же заставили чехословацкий отряд отступить за пределы станции. Окончательно сломать линию обороны чехословаков помешало прибытие двух рот 6-го полка с двумя красногвардейскими орудиями. Противника удалось сдержать, но попытка вернуть станцию провалилась. В результате к 15:00 немцы прочно заняли станцию Пески. Буквально через полчаса к отряду подпоручика Мезла прибыл 3-й батальон 6-го Ганацкого полка под командованием штабс-капитана Л. Крейчи. Вечером 10 марта помощь прибыла от командира 1-го запасного полка штабс-капитана И. Кроутила, который распорядился выслать на киевское направление три своих батальона. В ночь с 10 на 11 марта станцию удалось отбить, обратив в бегство немцев, которые разрушили за собой железнодорожное полотно, поскольку опасались преследования со стороны чехословаков. Противник в этом бою понёс тяжёлые потери: по воспоминанию чешского очевидца, немцам понадобилось три вагона, чтобы вывезти только тела убитых.
От дальнейшего наступления в направлении Киева чехи отказались; вместо этого Чехословацким национальным советом было принято решение ещё раз попытаться договориться с немцами о перемирии на киевском направлении до утра 13 марта. В ночь на 11 марта на ст. Плиски были отправлены парламентёры. Полковник Рестоф (224-я пехотная дивизия) вначале заявил, что не уполномочен заключать перемирие без санкции вышестоящего командования. После нескольких попыток связаться с командованием в Киеве, Рестоф, однако, под впечатлением тяжёлых потерь, был вынужден принять чешское предложение. В хронике 4-го полка утверждается, что немецкий телефонный кабель был заранее перерезан чешскими разведчиками. Перемирие продержалось всего несколько часов. Утром, когда связь с Киевом была восстановлена, перемирие было отменено, однако Рестоф активных действий не предпринимал.
Утром 11 марта командир 6-го полка Я. Червинка передал управление обороной полковнику Шишковскому — командиру 4-го полка. Непосредственное руководство боевыми действиями было возложено на русского офицера Генерального штаба подполковника Б. Ф. Ушакова, который с конца февраля 1918 г. был приписан к штабу 4-го стрелкового полка. На киевском направлении его батальоны заняли д. Фастовцы (1-й батальон) и ст. Пески (2-й батальон). На передовой гомельского направления бойцов 6-го и 7-го полков утром 11 марта сменил 3-й батальон 4-го полка.
Получив утром 12 марта подкрепление из Киева, немецкие войска продолжили наступление. Рано утром через станцию Плиски проследовал немецкий бронепоезд с несколькими эшелонами.
Когда он подошёл к ст. Пески, находившийся там 2-й батальон открыл ураганный огонь из имевшихся в наличии 16 пулемётов и 200 винтовок. Под огнём немецкий бронепоезд отошёл на безопасное расстояние, откуда начал обстрел чешских позиций, но по свидетельствам очевидцев, хаотичный огонь не нанёс легионерам вреда. В это же время бойцы 1-го батальона 4-го полка, выдвинувшись из д. Фастовцы, скрытно обошли немецкий бронепоезд и отрезали эшелону путь к отступлению, разобрав железнодорожные пути между станциями Плиски и Красиловка. Можно было попытаться уничтожить бронепоезд, но командир 4-го полка приказал батальону вступить в бой только в случае активизации противника. В тот же день в оборонительных действиях принял участие и один из батальонов 3-го чехословацкого стрелкового полка, чей эшелон находился на соседней с Плисками железнодорожной ветке. Ему была поставлена задача прикрывать левый фланг 4-го полка.
К утру 13 марта вся 1-я дивизия находилась в эшелонах. По данным штаба чехословацких
войск, последний эшелон, в котором были солдаты 1-го полка им. Яна Гуса, должен был проследовать через Бахмач около 6 часов утра. В связи с этим было принято решение начать отвод частей с передовой. Первыми отправили на восток находящиеся на вокзале эшелоны 6-го полка, по приказу подполковника Ушакова следом за ними с киевского направления были сняты бойцы 2-го батальона 4-го полка. Около 16:00 они прибыли в Бахмач, задержавшись на станции только для пополнения запасов. Отвести с северного направления части, прикрывавшие станцию, подполковнику Ушакову помешала активизация немцев, которых на рубеже сдерживали роты 6-го и 7-го полков, а также 3-й батальон 4-го полка. Чехи, расположившиеся севернее Часниковки, в 9 часов утра подверглись атаке немецкой пехоты, стремившейся охватить их с флангов. К 11 часам, отступая под давлением противника, численность которого оценивалась в 2 полка, чешский отряд вынужден был окопаться на околице Часниковки. В качестве подкрепления на позиции был направлен из Бахмача 1-й батальон 4-го полка вместе с заместителем полкового командира поручиком С. Чечеком, возглавившим оборону. Вместе с чехами из Бахмача на позиции прибыли несколько советских отрядов — в частности, отряд анархистов под командованием Чичерина, организовавшего бывших солдат 10-й Сибирской стрелковой дивизии, и отряд интернационалистов, состоявший из поляков, чехов, мадьяров и немцев.
Приход подкрепления позволил остановить атаку противника, но в 15 часов, обойдя Часниковку с фланга, немцы атаковали позиции одного из красногвардейских отрядов. Когда у красногвардейцев кончились патроны, они спешно отступили, оголив фланг чехов. В образовавшуюся брешь двинулась немецкая кавалерия, которая, не встречая сопротивления, сумела выйти к окраинам Бахмача. При первых признаках прорыва, во избежание паники, поручик С. Чечек отдал приказ к отступлению. Первыми отступали советские части, которые на глазах теряли боеспособность; их прикрывали отходившие следом чехословацкие стрелки, разбиравшие железнодорожные пути к Бахмачу. Арьергард 4-го полка под сильнейшим обстрелом отходил, планомерно меняя позицию за позицией, пока не достиг Бахмача. На окраинах были оставлены караульные заставы из 1-го и 3-го батальонов, отразившие попытку передового немецкого отряда ворваться на станцию «на плечах» отступавших.

## Эвакуация
Приближение немцев к Бахмачу вызывало крайнее беспокойство у советского командования. Не имея собственных сил для сдерживания противника, оно продолжало рассчитывать на помощь чехословаков. Ещё ранним утром 13 марта командующий советскими войсками на участке Бахмач — Гомель В. Примаков категорически потребовал от подполковника Б. Ф. Ушакова не отводить с передовой чехов, пока не подойдут красноармейцы. Вечером, примерно в 21:30, на станции было созвано совещание командиров отрядов для обсуждения дальнейшего плана действий. На совещание в качестве чешского представителя был приглашён поручик С. Чечек. Его просили вернуть отряд на передовую, на что офицер заметил, что в данной ситуации для поддержки атакующей чешской пехоты потребуется бронепоезд, которого, естественно, у большевиков не оказалось. Во время заседания в штаб советских войск прибыла телеграмма из Конотопа, в которой комиссар Шаров требовал задержать на станции все боеспособные части, в том числе чехословацкие. Когда чехословакам стало известно, что отправка составов откладывается, это подействовало на бойцов весьма негативно, и начали раздаваться призывы к тому, чтобы «силой оружия вырваться из Бахмача». Поручик Гайер даже выгрузил из вагонов свой 1-й батальон и рассредоточил солдат по станции.
Открытого столкновения не произошло благодаря хитрости подполковника Ушакова, понимавшего опасность открытого конфликта с большевиками. Обратившись к советскому комиссару, ведавшему перевозками, он получил разрешение на отправку партии из 300 раненых, под видом которых со станции выехали роты 6-го и 7-го полков. Батальоны 4-го полка по-прежнему оставались в Бахмаче, как и солдаты, выставленные в охранение на окраине станции; вопрос об их погрузке необходимо было решать как можно быстрее. Около 23:00 на станцию прибыл другой железнодорожный комиссар, не знавший о распоряжениях своего предшественника. Этим воспользовался подполковник Ушаков, который повторно добился согласия на вывоз раненых, и в 23:14 Бахмач покинул эшелон с 1
-м батальоном 4-го полка, кавалерийским и пулемётным отделениями. Оставшемуся 3-му батальону возможность отъезда представилась около полуночи. Когда одна из красногвардейских батарей, находившихся в Бахмаче, затребовала в срочном порядке отправить их в Конотоп, подполковник заявил комиссару, что если артиллерия уже отошла, то необходимо отводить и пехоту. Таким образом Бахмач покинул последний эшелон с чехословацкими солдатами, вместе с которым эвакуировались и офицеры чешского штаба: полковник Шишковский, подполковник Ушаков и поручик Чечек. На станции ещё какое-то время оставался подрывной отряд Сарашилова. Только после их отхода утром 14 марта в Бахмач вступили передовые части 91-й немецкой дивизии,
действовавшие на гомельском направлении. Группа немецких войск, атаковавшая станцию на
западном направлении, вступила в Бахмач только около 12 часов дня.
Несколько позже, в апреле, подполковник Ушаков отмечал: «Чешские войска могли и дальше удерживать Бахмач. Однако перед командованием арьергарда была поставлена задача: без нужды не ввязываться в борьбу, а вывести войска из боя с наименьшими потерями, погрузить и отправить их из Бахмача, чтобы они соединились с остальными частями корпуса».
Исчезновение чехословацких частей раскрылось весьма быстро, однако последствий не имело. По этому поводу Главком советских войск на Юге России В. А. Антонов-Овсеенко в своих «Записках о гражданской войне» писал следующее: «Мы не могли особенно настаивать на задержании этого корпуса на Украине, ибо понимали, что сколько-нибудь значительной боевой поддержки ему оказать пока что не сможем…». Главком распорядился пропускать эшелоны с полками 2-й дивизии через Полтаву к Харькову и Белгороду, откуда они объездными дорогами направлялись к Ртищеву и Пензе. По его же распоряжению, эшелоны 1-й Гуситской дивизии были направлены через Ворожбу на Курск, одни через Орёл и Елец, другие — через Воронеж, Козлов и Тамбов до Ртищева. Несколько составов проследовали через Лиски и Балашов. Впереди предстояла долгая дорога до Владивостока, откуда легионеров должны были увезти по морю во Францию.
15 марта эшелоны получили официальную санкцию Совнаркома на въезд на территорию Советской России, однако советское руководство беспокоило значительное количество вооружения, имевшегося у легионеров. В обмен на разрешение дальнейшего проезда через Сибирь во Владивосток чехословацкие эшелоны по приказу начальника корпуса генерал-майора В. Н. Шокорова сдали излишки своего вооружения и другого имущества (21 000 винтовок, 216 пулемётов, 44 орудия, пять грузовиков, шесть легковых автомобилей, четыре самолёта и др.) местным Советам. В ответ на этот акт доброй воли 16 марта в своём обращении к советским войскам Южной России В. А Антонов-Овсеенко поблагодарил чехословацких солдат за оказанную помощь: «Наши товарищи Чехословацкого корпуса, — говорилось в обращении, — с честью и доблестно сражавшиеся под Житомиром, прикрывая Киев, под Гребёнкой и Бахмачом, прикрывая пути к Полтаве и Харькову, ныне покидают пределы Украины и передают нам часть оружия. Революционные войска не забудут той братской услуги, которая оказана была Чехословацким корпусом в борьбе рабочего народа Украины с бандами хищного империализма».

## Значение событий
Части Чехословацкого корпуса, принимавшие участие в обороне Бахмача, понесли тяжёлые потери. Самым кровопролитным стало сражение у станции Дочь (10 марта), где потери составили 142 человека (33 убитых, 21 пропавший без вести и 88 раненых). По подсчётам И. Чермака, общие потери составили 300 человек: из них более 50 были убиты и 41 легионер пропал без вести. Ощутимые потери понесли и немецкие войска.
Наряду со Зборовским сражением в 1917 году, сражение под Бахмачем стало одним из символов героизма национальных чехословацких частей. Успешное выполнение задач по обороне Бахмача в значительной мере способствовало укреплению позиций Чехословацкого национального совета на международной арене. Участие чехословаков в борьбе с немецкими интервентами на Украине убедило Антанту в боеспособности Чехословацкого корпуса как формирования, обладавшего чрезвычайно высоким боевым духом и способного противостоять частям регулярной германской армии. В значительной мере это убеждение сказалось как на их помощи корпусу после вооружённого выступления против большевиков в Сибири, так и на мирных переговорах 1919—1920 гг., где создавалось независимое Чехословацкое государство.